# Чосич, Крешимир
Крешимир Чосич (хорв. Krešimir Ćosić; 26 ноября 1948 года, Загреб, Югославия — 25 мая 1995 года, Балтимор, Мэриленд) — югославский и хорватский профессиональный баскетболист и баскетбольный тренер. Играл на позиции центрового. Играл за баскетбольные клубы «Задар», «Брест» Любляна, «Виртус» Болонья, «Цибона» и команду Университета Бригама Янга, также был игроком национальной сборной Югославии. Олимпийский чемпион 1980 года, двукратный чемпион мира (1970, 1978) и трёхкратный чемпион Европы (1973, 1975, 1977). Член Зала славы баскетбола с 1996 года.

## Биография
Чосич родился в Загребе, вырос в Задаре, где в составе местного баскетбольного клуба «Задар» началась его карьера. В конце 1960-х «Задар» был сильнейшим клубом чемпионата Югославии, трижды выигрывал чемпионат страны, а в 1968 году дошёл до полуфинала Евролиги. В 1970 году Чосич поступил в американский Университет Бригама Янга и на протяжении трёх сезонов очень успешно выступал за университетскую команду. Он стал первым иностранцем, включённым в символическую сборную студенческого чемпионата США, этой чести он был удостоен дважды, в 1972 и 1973 годах. После окончания университета Чосича приглашали в профессиональные американские клубы, но он предпочёл вернуться на родину, где продолжил выступать за «Задар», затем перешёл в люблянский «Брест», поиграл в Италии за «Виртус» из Болоньи, а в 1983 году завершил карьеру игрока в составе «Цибоны».

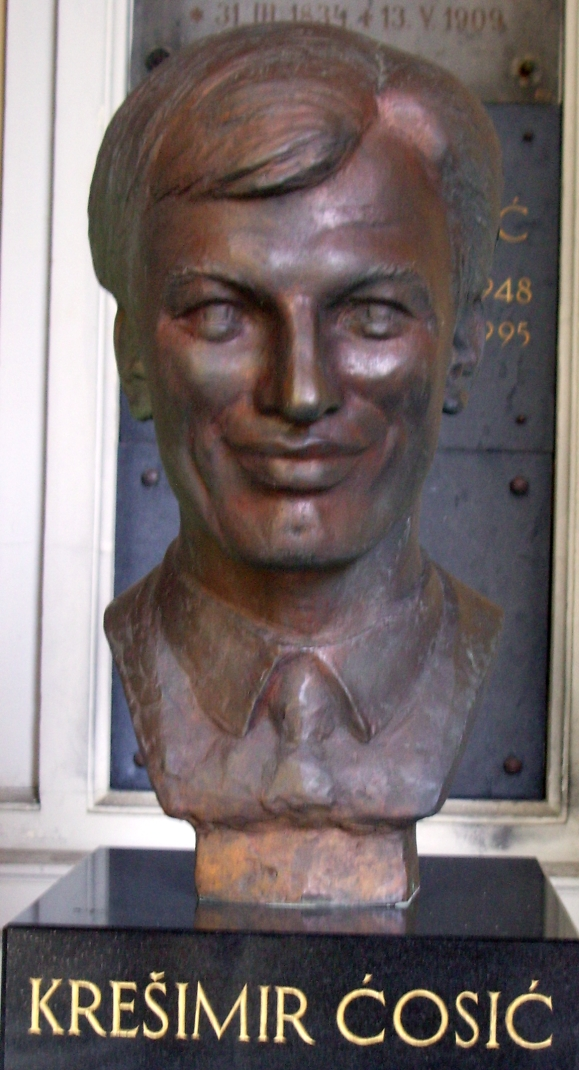
Бюст Крешимир Чосича на кладбище Мирогой

Мировую известность Чосич получил, выступая за национальную сборную Югославии, в составе которой он провёл 303 матча. Он был участником четырёх подряд летних Олимпийских игр, в 1980 году стал олимпийским чемпионом, дважды выигрывал серебряные медали. В общей сложности за игровую карьеру он был участником четырёх чемпионатов мира и восьми чемпионатов Европы, на которых выиграл 5 золотых, 5 серебряных и одну бронзовую медаль.
После завершения карьеры игрока Чосич стал работать тренером. Работая с «Олимпией» и «Цибоной», он пять раз выигрывал национальный чемпионат Югославии, также тренировал итальянский «Виртус» Болонья и греческий АЕК Афины. Сборную Югославии Чосич в 1986 и 1987 годах приводил к бронзовым медалям чемпионатов мира и Европы. Созданная им команда в 1988 году выиграла серебряные медали Олимпийских игр.
После ухода из баскетбола Чосич работал в посольстве Хорватии в США. Умер 25 мая 1995 года в Балтиморе от рака. Похоронен в Загребе, на кладбище Мирогой. Через год после смерти Чосич был принят в Зал славы баскетбола на родине баскетбола, в Массачусетсе, став всего лишь третьим увековеченным иностранцем. В 2007 году он был принят в новый Зал славы ФИБА. Именем Крешимира Чосича называется национальный баскетбольный кубок Хорватии, а также одна из площадей Загреба.

## Достижения
Командные
- Чемпион Югославии (6): 1965, 1967, 1968, 1974, 1975, 1982
- Обладатель Кубка Югославии (4): 1970, 1981, 1982, 1983
- Чемпион Италии (2): 1979, 1980
- Обладатель Кубка Обладателей Кубков (1): 1982
- Олимпийский чемпион (1): 1980
- Чемпион мира (2): 1970, 1978
- Чемпион Европы (3): 1973, 1975, 1977
- Серебряный призёр Олимпийских игр (2): 1968, 1976
- Серебряный призёр чемпионата мира (2): 1967, 1974
- Серебряный призёр чемпионата Европы (3): 1969, 1971, 1981
- Бронзовый призёр чемпионата мира (1): 1986 (как тренер)
- Бронзовый призёр чемпионата Европы (2): 1979, 1987 (как тренер)

Личные
- Самый ценный игрок Евробаскета (1971, 1975)
- Спортсмен года Хорватии (1980)
- Включён в список 50 величайших игроков в истории ФИБА (1991)
- Введён в Зал славы баскетбола в Массачусетсе (1996)
- Принят в Зал славы ФИБА (2007)
- Включён в число 50 человек, внёсших наибольший вклад в развитие Евролиги (2008)

## Статистика в NCAA
| Сезон | Команда    | Conf  | Class | GP | GS | MPG | FG%  | 3P% | FT%  | RPG  | APG | SPG | BPG | PPG  |
| --- | ---------- | ----- | ----- | -- | -- | --- | ---- | --- | ---- | ---- | --- | --- | --- | ---- |
| 1970/71 | Бригам Янг | WAC   | SO    | 27 |    |     | 48,3 |     | 73,7 | 12,6 |     |     |     | 15,1 |
| 1971/72 | Бригам Янг | WAC   | JR    | 26 |    |     | 49,9 |     | 80,7 | 12,8 |     |     |     | 22,3 |
| 1972/73 | Бригам Янг | WAC   | SR    | 26 |    |     | 47,9 |     | 80,7 | 9,5  |     |     |     | 20,2 |
| Всего | Всего      | Всего | Всего | 79 |    |     | 48,7 |     | 78,7 | 11,6 |     |     |     | 19,2 |
| Наведите курсор мыши на аббревиатуры в заголовке таблицы, чтобы прочесть их расшифровку Статистика приведена с сайта sports-reference.com |            |       |       |    |    |     |      |     |      |      |     |     |     |      |